# Eduardo Naranjo
Eduardo Naranjo (Monesterio, 1944) é um pintor espanhol.

## Prêmios
- 1958. premio de dibujo "del Antiguo". Escuela de Artes y Oficios de Sevilla.
- 1961. premio de "Retratos" y premio de Dibujo de la Real Academia. Escuela de Bellas Artes de San Fernando.
- 1974. "Premio Luis de Morales" em Badajoz
- 1991. "Extremeño de Hoy" e Medalla de Extremadura.
- 1994. Premio Nacional de Grabado María de Salamanca, Museo del Grabado Español Contemporáneo, Marbella
- 1995. Cruz al Mérito Militar.